# جيمس ديفيس (مبارز بالسيف)
جيمس ديفيس (بالإنجليزية: James-Andrew Davis)‏ هو مبارز بالسيف بريطاني، ولد في 3 يوليو 1991 في Edgware ‏ في المملكة المتحدة.

## وصلات خارجية
- جيمس ديفيس على موقع الاتحاد الدولي للمبارزة (الإنجليزية)
- جيمس ديفيس على موقع الاتحاد الأوروبي للمبارزة (الإنجليزية)
- جيمس ديفيس على موقع أوليمبيديا (الإنجليزية)
- جيمس ديفيس على موقع اللجنة الأولمبية البريطانية (الإنجليزية)